# Stolno izdavaštvo
Stolno izdavaštvo (eng. Desktop publishing (skraćeno DTP)) je izdavačka tehnika koja spaja osobno računalo i WYSIWYG program za oblikovanje stranica s kojim se stvaraju dokumenti koji se kasnije koriste za masovno tiskanje ili na manjoj ljestvnici za ispisivanje na lokalnom pisaču prije distribucije. Stolno izdavaštvo također obuhvaća svje vještine potrebne da se stvori tiskarski proizvod. Vještine i programi nisu samo ograničene oko izdavanja publikacija ili oko papira, iste vještine is programi također se koriste za stvaranje grafika za postere, promocionalne materijale, znakove, ambalažu ili slične produkte. 